# Football Club Nikol Tallinn
Il Nikol Tallinn, ufficialmente FC Nikol Tallinn, era una società calcistica estone con sede a Tallinn. 

## Storia
La società ha una vita brevissima; nasce nel 1992 nel momento in cui la società Nikol rileva la squadra del TVMK Tallinn e si scioglie nel 1994 quando la famiglia Belov acquista la società e fonda il Lantana Tallinn. Nonostante questo, il Nikol ebbe il tempo di inserire il proprio nome nell'albo d'oro della Coppa d'Estonia, conquistata alla fine della sua prima stagione (1992-93) dopo la dissoluzione dell'Unione Sovietica.
Ebbe così la possibilità di partecipare al turno preliminare della Coppa delle Coppe, incontrando i norvegesi del Lillestrøm SK, da cui fu immediatamente eliminato.

## Palmarès

### Competizioni nazionali
- Coppa d'Estonia: 1

1992-1993

### Altri piazzamenti
- Campionato estone:

Terzo posto: 1992-1993, 1993-1994

## Statistiche e record

### Partecipazione ai campionati
| Livello | Categoria    | Partecipazioni | Debutto   | Ultima stagione | Totale |
| ------- | ------------ | -------------- | --------- | --------------- | ------ |
| 1º      | Meistriliiga | 2              | 1992-1993 | 1993-1994       | 2      |

### Partecipazioni alle coppe europee
| Stagione | Competizione      | Turno       | Nazione             | Squadra       | Andata | Ritorno | Totale |
| -------- | ----------------- | ----------- | ------------------- | ------------- | ------ | ------- | ------ |
| 1993-94  | Coppa delle Coppe | Preliminare | Norvegia (bandiera) | Lillestrøm SK | 0-4    | 1-4     | 1-8    |